# Вирих III фон Даун
Вирих III фон Даун „Млади“ (на немски: Wirich III von Daun; ** пр. 1287; † 14 април 1299) от фамилията Даун, е господар на Щайн-Оберщайн.

## Произход
Той е син на Вирих II фон Даун († 1299) и съпругата му Кунигунд рауграфиня цу Нойенбаумберг († 1307), дъщеря на рауграф Хайнрих I фон Нойенбаумбург († 1261) и Агнес фон Саарбрюкен († сл. 1261), дъщеря на граф Симон II фон Саарбрюкен. Майка му е сестра на Емих I, епископ на Вормс (1294 – 1299). Брат е на Хайнрих фон Даун († 1319), епископ на Вормс (1318 – 1319), Емих I фон Даун († 1313) и на Лорета фон Даун-Оберщайн († сл. 1361), омъжена сл. 1264 г. за Годелман фон Дорсвайлер-Морсберг († 1314), и 1317 г. за Готфрид IV фон Епщайн († 1341/1342).
През 1320 г. фамилията от линията Даун-Оберщайн построява своя т. нар. Нов дворец Оберщайн.
Вирих III фон Даун „Млади“ умира на 14 април 1299 г. и е погребан в манастир Отерберг.

## Фамилия
Вирих III фон Даун се жени за Изенгард фон Фалкенщайн († 5 февруари 1304), дъщеря на Филип II фон Фалкенщайн († 1293) и вилдграфиня Гизела фон Кирбургг-Шмидтбург († сл. 1313). Те имат децата:
- Куно фон Даун-Оберщайн († сл. 13 януари 1342), господар на Оберщайн, женен за Агнес фон Хоенфелс-Райполтскирхен (* пр. 1342; † сл. 1356)
- Филип I фон Даун († между 1 март 1321 – 20 октомври 1323), женен за Лиза († сл. 1324)
- Вирих IV фон Даун († пр. 15 септември 1330), господар на Оберщайн, кемерер в „Св. Апостоли“ в Кьолн
- Гизела фон Даун († сл. 1347), монахиня в Партенхаузен

## Галерия
- Замъкът „Оберщайн“
- „Оберщайн“